# S. Szabó József
S. Szabó József (Szabó József) (Serke, (Gömör vármegye), 1862. augusztus 15. – Cegléd, 1944. október 19.) református lelkész, pedagógus, irodalomtörténész, költő.

## Életpályája

### Pályájának kezdete
S. Szabó József  szülőfalujában, Rimaszombatban, 1880-tól a Sárospataki Kollégiumban tanult, ahol a teológiai tanfolyamot 1886-ban végezte. Ezután egy évig Fügén (Gömör megye) nevelősködött; egy évig a rimaszombati protestáns főgimnáziumban helyettes tanár volt, majd 1889-ben a budapesti egyetemen tanári oklevelet szerzett. 1889-ben Karcagon tanár lett, de már 1890-ben Naprágyra ment lelkésznek, 1892-ben újra tanári állást foglalt el Rimaszombatban, egy év múlva pedig Kisújszálláson. Főleg ebben az időszakában verseket is publikált.

### Debreceni évei
1894-től Debrecenben tanított: a Debreceni Református Főgimnáziumban (1894–1926) előbb a görög-latin, aztán a vallástan tanszékén tevékenykedett, végül 1922-től igazgató volt. A tiszántúli református tanáregylet 1897-ben jegyzőjévé választotta.  1929-ben mint címzetes főigazgató ment nyugdíjba. 1902-től az Országos Református Tanáregyesület főtitkára, 1927-től 1931-ig társelnöke, 1930-tól 1944-ig tiszteletbeli elnöke volt. Munkatársa volt A Pallas nagy lexikonának, amibe történelmi tárgyú szócikkeket írt.
Ő pendítette meg a sárospataki ifjúság körében a rimaszombati Tompa-szobor felállításának eszméjét, mely 1902-ben meg is valósult. Összegyűjtötte Tompa Mihály kézíratait, melyek a Gömör megyei múzeumba kerültek.

### Szerkesztőként

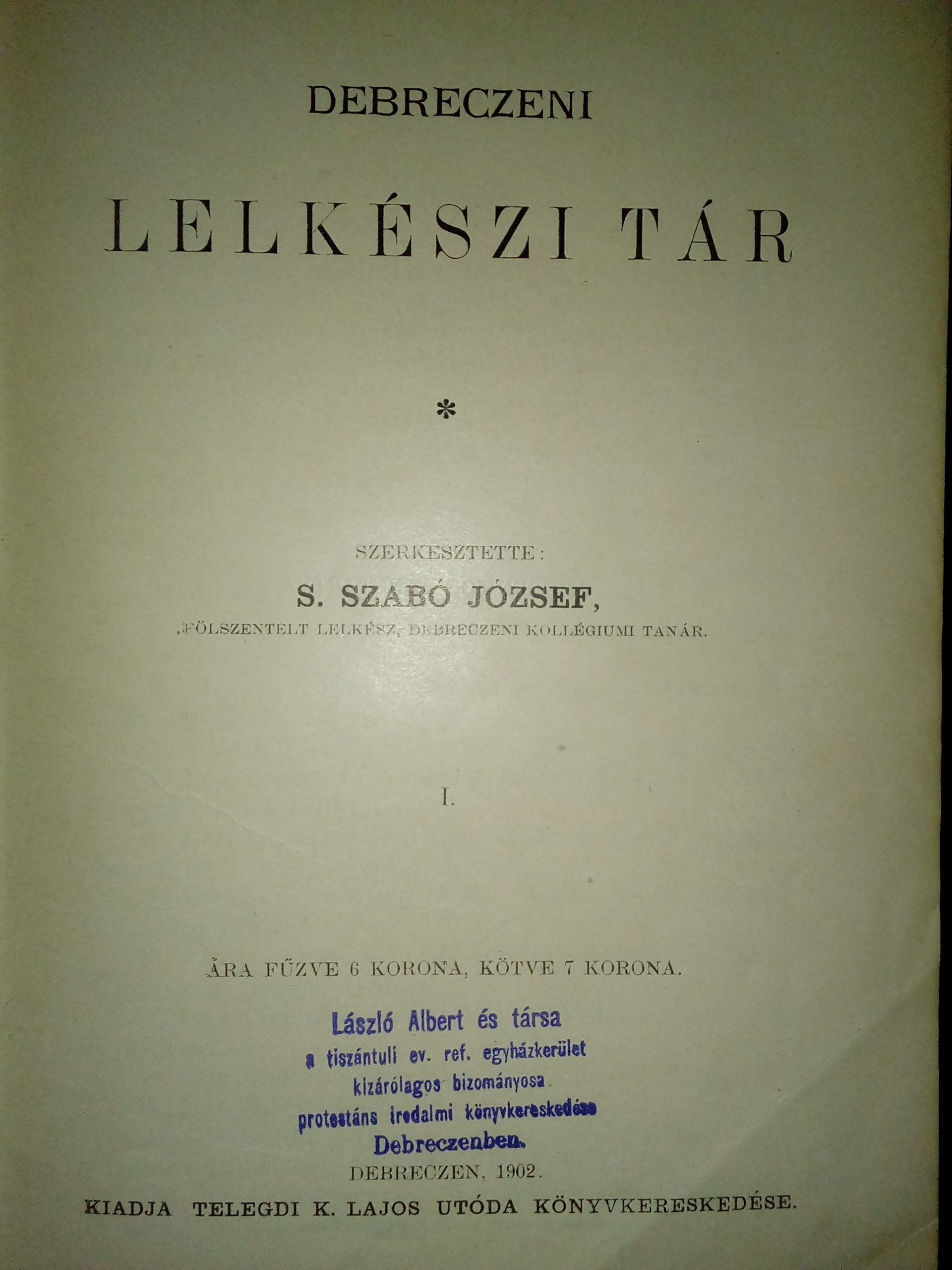
A Debreczeni Lelkészi Tár I. kötetének címlapja

- Munkatársa volt számos lapnak, folyóiratnak, kalendáriumnak, évkönyvnek
- ismeretterjesztő célból  egyháztörténeti életrajzokat tett közzé a Koszorú füzetek sorozatában.
- társszerkesztője volt a Sárospataki Ifj. Közlönynek (1884 – 1886),
- szerkesztette az Őrállót (1895),
- szerkesztette a Debreceni Lelkészi Tárt (1902[2] – 1904),
- szerkesztette az Országos Református Tanáregylet Évkönyvét (1902 – 1920).

## Főbb művei
- Epitaphiumok (Karcag, 1892);
- A mi zsinatunk (ugyanott,. 1892);
- Egyházi dolgozatok (Miskolc, 1894);
- Vége jó, minden jó (népies elbeszélés, Budapest 1894);
- A Lórántffyak (uo. 1896);
- Emlékkönyv a debreceni jótékony nőegylet 25 éves fordulójára (Debrecen 1896);
- Az ó-klasszikai költészet nevelő hatása (Debrecen, 1896);
- Patócsy Zsófia (Bp., 1900);
- Tompa Mihály, a költő-pap (Bp., 1901);
- Műveltségi állapotok, főként az iskolázás Debrecenben a reformáció korában (Bp., 1924);
- A debreceni ref. kollégium tanárai és kiválóbb növendékei. 1549 – 1925 (Debrecen, 1926);
- A protestantizmus Magyarországon (Bp., 1927);
- Zwingli és a magyar reformáció (Bp., 1932).